# 코러스 (2004년 영화)
《코러스》(프랑스어: Les Choristes)는 2004년 개봉한 프랑스의 뮤지컬 드라마 영화이다. 크리스토퍼 파라티에는 이 작품을 통해 감독으로 데뷔했으며, 각본 제작에도 참여했다. 2005 뤼미에르상 작품상 수상작이다.

## 줄거리
2004년, 미국에서 공연 중인 유명한 프랑스 지휘자 피에르 모랑주(자크 페랭)는 콘서트 전에 어머니가 돌아가셨다는 소식을 듣는다. 공연을 마친 그는 어머니의 장례식을 위해 프랑스에 있는 집으로 돌아온다. 오래된 친구 페피노(디디에 플라망)가 그들의 스승인 클레망 마티유의 일기를 들고 그의 집 문을 찾아온다. 그들은 함께 일기를 읽기 시작한다.
1949년, 54년 전, 실패한 음악가 클레망 마티유(제라르 쥐노)는 문제아 소년들을 위한 프랑스 기숙학교인 퐁 드 레탕("연못 바닥")에 감독관이자 음악 교사로 일하기 위해 도착한다. 그는 대문에서 아주 어린 소년 페피노(막상스 페랭)가 아버지가 자신을 데리러 올 것이라며 토요일을 기다리는 것을 본다. 시청자들은 나중에 그의 부모가 제2차 세계 대전 중 나치 프랑스 점령 기간에 사망했지만, 페피노는 이를 알지 못한다는 것을 알게 된다.
마티유는 소년들이 매우 엄격한 교장 라샹(프랑수아 베를레앙)에게 무자비하게 벌을 받는 것을 발견하고 유머와 친절을 사용하여 그들의 마음을 얻으려고 노력한다. 소년 중 한 명인 르퀘렉이 설치한 부비 트랩으로 인해 학교의 나이든 관리인 막상스(장폴 보네르)가 다치자, 마티유는 범인의 신원을 교장에게 숨기고, 르퀘렉에게 회복 기간 동안 막상스를 간호하도록 격려한다.
소년들이 자신에 대한 무례한 노래를 부르는 것을 발견한 마티유는 계획을 세운다. 그는 그들에게 노래를 가르치고 합창단을 만들어 훈련의 형태로 삼을 것이다. 그는 소년들을 음역에 따라 그룹화하지만, 학생 중 한 명인 피에르 모랑주(장바티스트 모니에)는 노래 부르기를 거부한다. 마티유는 모랑주가 혼자 노래하는 것을 들으며 그가 멋진 노래 목소리를 가지고 있음을 발견하고, 그가 잘 행동한다는 조건으로 독창 부분을 맡긴다.
모랑주의 외동어머니 비올레트(마리 뷔넬)가 학교에 도착한다. 마티유가 모랑주가 벌을 받아 갇혀 있어서 방문할 수 없다고 설명하러 갔을 때, 그는 소년의 어려움을 겪는 어머니에게 연민을 느끼고 끌리게 되어 대신 모랑주가 치과에 있다고 말한다. 한편, 몬댕(Grégory Gatignol)이라는 잔인하고 통제 불가능한 소년이 도착하여 다른 아이들을 괴롭히고, 다른 사람들에게 자신처럼 행동하도록 영향을 미치고, 일반적으로 반항적인 행동을 하면서 문제를 일으키기 시작한다. 시계를 훔친 후, 그는 2주 동안 감금된다.
합창단은 모랑주를 주 솔리스트로 하여 빠르게 발전하고 있다. 아이들은 더 행복해지고, 교직원들은 덜 엄격해진다. 심지어 라샹조차 긴장을 풀고 아이들과 축구를 하거나 종이비행기를 만들기도 한다. 몬댕이 감금에서 풀려난 후, 그는 도망치고 학교의 모든 돈을 훔친 것으로 보인다. 몬댕이 붙잡힌 후, 라샹은 몬댕이 라샹을 목 졸라 죽이려고 할 때까지 반복해서 그를 때린다. 라샹은 훔친 돈의 위치를 여전히 모른 채 그를 경찰에 넘기고 합창단을 해체한다. 마티유는 합창단을 "지하"에서 가르치기 시작하고, 밤에는 기숙사에서 연습한다.
마티유는 모랑주의 어머니를 계속 만나지만, 그녀는 그가 자신에게 끌리고 있다는 사실을 알지 못한다. 그는 그녀의 아들이 리옹의 음악원에 장학금을 받을 수 있도록 돕는 계획을 세운다. 어느 날 그녀는 아무렇지 않게 자신에게 엔지니어를 만났다고 알린다. 마티유는 낙담하지만, 가장된 행복을 표현하고 그녀가 엔지니어의 차를 타고 떠나는 것을 지켜본다.
학교의 후원자인 백작부인이 합창단에 대해 알게 된다. 그들은 그녀와 다른 사람들 앞에서 공연하고, 모랑주는 독창으로 청중을 매료시킨다. 마티유는 다른 소년인 코빈이 몬댕이 훔쳤다고 비난받았던 돈을 훔쳤다는 것을 발견한다. 그럼에도 불구하고 라샹은 특히 마티유가 진짜 범인이 누구인지 밝히기를 거부한 후에는 몬댕을 학교로 다시 받아들이기를 거부한다.
라샹이 합창단에 대한 공로를 인정받아 이사회에서 상을 받으러 떠났을 때, 마티유와 막상스는 수업을 중단하고 소년들을 야외 활동에 데리고 간다. 그들이 밖에 있는 동안, 몬댕이 돌아와 학교에 불을 지른다. 마티유는 아이들의 생명을 구했음에도 불구하고 규칙을 어겼다는 이유로 해고되고, 막상스는 정직된다. 마티유가 떠날 때, 소년들은 —작별 인사를 금지당했지만— 교실에 스스로를 가두고 노래를 부르며 종이비행기에 작별 메시지를 써서 창문 밖으로 던진다. 감동받은 마티유는 자신이 실패했고 아무도 자신의 존재를 알지 못한다는 생각을 하며 떠난다.
다시 현재로 돌아와, 성인 모랑주는 일기 읽기를 마치고 그 후 일어난 일을 이야기한다. 그는 음악원 장학금을 받았고, 라샹은 동료 교사들이 학생들에 대한 그의 학대를 폭로한 후 해고되었다. 페피노는 마티유가 평생 조용히 음악 레슨을 계속했다고 말한다.
마지막 장면(다시 과거)은 마티유가 해고된 후 버스를 기다리는 모습을 보여준다. 그가 버스에 오르자, 그는 뒤를 돌아보고 페피노가 자신도 오겠다고 고집하며 뒤쫓아오는 것을 발견한다. 처음에는 마티유가 허용되지 않는다고 거절하고 페피노를 남겨둔다. 갑자기 버스가 멈추고 마티유는 마음을 바꾼다. 둘은 함께 버스에 오른다. 페피노는 마침내 소원을 이루었다. 그와 마티유는 토요일에 떠났고, 마티유가 그를 키웠기 때문이다.

## 한국판 성우진(MBC)
- 이인성 - 클레몽 마티유(제라르 쥐노)
- 김태훈 - 라신 교장(프랑수와 벨레앙)
- 이미자 - 모랑주(장바티스트 모니에)
- 윤성혜 - 르케렉(시릴 베르니코) / 바이올렛(마리 뷔넬)
- 이민하 - 르케렉(시릴 베르니코)
- 김지영 - 코르방(토마스 블루멘탈)
- 송준석 - 샤베르 선생(카드 므라드)
- 김호성 - 랑글레옹(필리페 두 야네랑)
- 고성일 - 몽당(그레고리 가티뇰)
- 방성준 - 페피노(디디에 플라망)